# Eocypselus
Eocypselus (лат.) — род вымерших птиц, являющийся общим предком стрижеобразных. Включает два вида, относящихся к верхнему эоцену. Eocypselus vincenti был описан в 1984 году, его представители были обнаружены в Англии и Дании. Eocypselus rowei был описан в 2013 году в штате Вайоминг в США.
Род обычно выделяется в монотипическое семейство Eocypselidae. До находок второго представителя семейства, у которого сохранилось оперение и большая часть скелета, определить филогенетическое положение было затруднительно. Птиц относили к стрижеобразным, в том числе определяли близкое родство с древесными стрижами, а также к козодоеобразным. Исследования 2013 года показали, что птицы находятся за пределами краун-группы стрижей, древесных стрижей и колибри, но отделились от общего предка после совиных козодоев.

## Обнаружение
В 1984 году британский орнитолог и палеонтолог Колин Харрисон описал окаменелые остатки раннего эоцена, найденные в Лондонской глинистой формации около Уолтон-он-те-Нейз в Эссексе, Англия. У одного экземпляра Eocypselus vincenti сохранилось несколько костей крыла и грудины. Наименование рода построено на основе одного из первых названий стрижей Cypselavus с добавлением латинского eous («зарождение»), вид назван в честь нашедшего его С. Винсента. В 2002 году датский палеонтолог Аннет Кристофферсен отнесла к этому виду два хорошо сохранившихся частичных скелета, которые были обнаружены намного раньше в формации Фур в Дании. В 2010 году немецкий палеонтолог Геральд Майр включил в исследования ещё одну находку с этого же слоя, у которой сохранились череп и тазовые кости. Эти остатки были найдены Х. Беккером на острове Морс и в 2003 году приобретены геологическим музеем Копенгагенского университета.
В Северной Америке долгое время не было найдено никаких ископаемых стрижеподобных птиц, большинство остатков были обнаружены в Европе и относятся к эоцену — олигоцену. В 2013 году в формации Грин-Ривер в Вайоминге были описаны остатки птицы, входящей в состав Pan-Apodiformes, группы птиц, включающей древесных стрижей, стрижей, колибри и их вымерших предков. Эти остатки имеют хорошо сохранившееся оперение, но несколько сломанных костей. Даниел Ксепка (Daniel T. Ksepka), Джулия Кларк, Стирлинг Несбитт, Фелисия Калп (Felicia B. Kulp) и Ланс Гранде дали им название Eocypselus rowei в честь Джона Роуи (John W. Rowe), руководителя Филдовского музея естественной истории в Чикаго. Остатки были обнаружены на участке Smith Hollow Quarry, где ранее были получены Limnofregata azygosternon, предположительный предок фрегатов (Fregatidae), и Primobucco mcgrewi, предположительный предок cизоворонковых (Coraciidae). Возраст находок с этого горизонта составляет 51 млн лет.
Представители Eocypselus не были найдены в формации Мессель в Германии, где были обнаружены стрижеобразные среднего эоцена Scaniacypselus szarskii и Parargornis messelensis.

## Описание
Eocypselus vincenti — очень маленькие птицы. У некоторых экземпляров хорошо сохранился череп, который пропорциями и деталями во многом напоминает череп стрижей, клюв составляет около трети длины всего черепа. Воронья кость, напротив, отличается от современных представителей отряда, она тонкая и прямая, составляет около 90 % длины плечевой кости в первой находке. Крепление коракоидного отростка идентично стрижам. Пропорции костей грудины близки совиным козодоям и древесным стрижам, но отличаются от стрижей и колибри, у которых они более вытянуты и заметно уже. Заметно шесть рёбер, пять из которых достигают грудины, как и у современных стрижей и колибри, но не совиных козодоев (у них — четыре). Плечевая кость слегка изогнута, лучевая — прямая, со слегка расширенным концом, локтевая — также прямая, но стройнее, менее широкая, чем у стрижей. Фаланги большого пальца крыла не такие длинные, как у краун-группы стрижей, проксимальная фаланга при этом отличается от других стрижеобразных и ближе к совиным козодоям (в другой работе описан чрезвычайно вытянутый палец, совпадающий по длине с пряжкой (пястно-запястной костью). Возможно, первостепенные маховые перья были не такими длинными, как у стрижей. Пропорции тазовых костей также согласуются с современными стрижеобразными, немного отличаясь от совиных козодоев. Лапы длиннее, чем у ископаемых Aegialornithidae и Scaniacypselus, с очень длинными пальцами, четвёртый палец направлен назад.
Eocypselus rowei — очень маленькая птица размером немного меньше дымчатого иглохвоста (Chaetura pelagica). На плохо сохранившемся, но достаточно полном, черепе можно обнаружить короткий округлый клюв, пропорционально близкий современным стрижам, но без опускающегося вниз кончика. Ноздри продолжаются почти до самого конца клюва. Нижняя челюсть очень узкая. Большое затылочное отверстие (foramen magnum), по всей видимости, обращено вниз, а мозжечок выступает далеко за его границы. Грудная клетка сохранилась плохо, однако заметно, что воронья кость в суставе направлена вбок, а граница грудины — широкая и плоская. Крепление коракоидного отростка идентично другим современным и ископаемым стрижеобразным, а лопаточная воронка имеет такую же форму, как и у стрижей. Плечевая кость сильно укорочена.
Сохранившиеся детали оперения Eocypselus rowei позволяют предположить, что у птиц был хохолок, схожий с древесными стрижами и некоторыми колибри, а оперение вокруг клюва, скорее всего, отсутствовало. Оперение крыла хорошо сохранилось: первостепенные маховые перья — вытянутые, внешние — заметно длиннее внутренних, а длина крайнего пера составляет более 50 % всей длины крыла. Хвост, по всей видимости, был коротким, квадратной формы, о чём свидетельствуют хорошо сохранившиеся внешние рулевые перья. Исследования меланосом перьев головы позволяет предположить, что она была окрашена в чёрный, блестящий чёрный или другой блестящий цвет. Оперение Eocypselus vincenti практически не сохранилось.
Поскольку размеры клюва у современных стрижей и представителей Eocypselus близки, учёные полагают, что Eocypselus были насекомоядными птицами. При этом они вряд ли были способны питаться в полёте, как стрижи. Другим интересным вопросом является принадлежность рода к дневным птицам (к которым относятся стрижи, древесные стрижи и колибри) или к ночным (как совиные козодои и козодоеобразные). По некоторым деталям черепа можно судить о приблизительном размере глаз, однако сделать на этом основании какой-либо вывод о поведении птиц не представляется возможным.

## Систематика
Британский орнитолог и палеонтолог Колин Харрисон в 1984 году выделил род Eocypselus в монотипическое семейство Eocypselidae. Он полагал, что это семейство находится в близком родстве с древесными стрижами, этой же точки зрения придерживалась французский палеонтолог Сесиль Муре-Шовире в работе 1988 года. Александр Карху, позднее ставший директором Палеонтологического музея в Москве, в том же году посчитал спорным отношение находки к стрижеобразным, а чешский орнитолог Иржи Мликовский в 2002 году отнёс род к козодоеобразным. В 2003 году немецкий палеонтолог Гералд Майр показал, что Eocypselus является самым древним таксоном среди стрижеобразных и находится за пределами краун-группы отряда. Вопрос принадлежности рода оставался спорным и после находок в Дании. В частности, британский палеонтолог Гарет Джон Дайк с коллегами в 2004 году снова отнесли род к древесным стрижам, в основном сравнивая остатки со стрижами и не включая в анализ совиных козодоев. Более того, Аннет Кристофферсен выделяла один из скелетов в отдельный вид Eocypselus soe из-за его чуть больших размеров.
При определении филогенетического положения ископаемых стрижеподобных птиц важной составляющей являются форма и размеры крыла. Харрисон расположил таксоны по порядку уменьшения длины и усиления крепости локтевой кости следующим образом: Eocypselus — Hemiprocnidae — Cypseloidinae — Apodinae — Chaeturinae. Укороченная плечевая кость у стрижей компенсируется длинными первостепенными маховыми перьями и сильно удлинённой кистью, что позволяет им делать быстрые взмахи крыла и скользить по воздуху. У колибри первостепенные маховые крылья также довольно длинные, но общая длина крыла относительно размеров тела короче, чем у стрижей, что позволяет им совершать трепещущий полёт. Таким образом, отсутствие оперения у многих остатков стрижеподобных птиц не позволяет их правильно классифицировать.
По результатам филогенетического анализа на основе морфологии и молекулярных данных остатков из Вайоминга Eocypselus не относится к краун-группе, а является базальным общим предком, сохраняя монофилию стрижей, древесных стрижей и колибри. Его отношение к этим семействам и их ископаемым предкам подтверждается укороченной плечевой костью и строением цевки. Одновременно с Eocypselus на Земле существовал Primapus lacki — самый ранний представитель вымершего семейства Aegialornithidae, которое также расположено за пределами краун-группы.
Род включает два вида:
- Eocypselus vincenti Harrison, 1984
- Eocypselus rowei Ksepka et al., 2013